# Башуківська сільська рада
Башукі́вська сільська́ ра́да — адміністративно-територіальна одиниця та орган місцевого самоврядування у Кременецькому районі Тернопільської області. Адміністративний центр — село Башуки.

## Загальні відомості
- Територія ради: 2,56 км²
- Населення ради: 1 547 осіб (станом на 2001 рік)

## Населені пункти
Сільській раді були підпорядковані населені пункти:
- с. Башуки
- с. Новий Олексинець

## Склад ради
Рада складалася з 16 депутатів та голови.
- Голова ради: Шиманський Василь Федорович
- Секретар ради: Близнюк Валентина Василівна

### Керівний склад попередніх скликань
| Прізвище, ім'я, по батькові | Основні відомості                                                               | Дата обрання | Дата звільнення |
| --------------------------- | ------------------------------------------------------------------------------- | ------------ | --------------- |
| Шиманський Василь Федорович | Сільський голова, 1961 року народження, освіта середня спеціальна, безпартійний | 26.03.2006   | 31.10.2010      |
| Шиманський Василь Федорович | Сільський голова, 1961 року народження, освіта середня спеціальна, безпартійний | 31.10.2010   |                 |

Примітка: таблиця складена за даними сайту Верховної Ради України

### Депутати
За результатами місцевих виборів 2010 року депутатами ради стали:

#### За суб'єктами висування
| Суб'єкт висування | Кількість обраних депутатів | %   |
| ----------------- | --------------------------- | --- |
| Самовисування     | 16                          | 100 |

#### За округами
| № округу | Прізвище, ім'я, по батькові  | Дата визнання обраним | Освіта             | Партійна приналежність | Відомості про обраного депутата                      |
| -------- | ---------------------------- | --------------------- | ------------------ | ---------------------- | ---------------------------------------------------- |
| 1        | Папроцький Леонід Федорович  | 01.11.2010            | середня            | позапартійний          | тимчасово не працює                                  |
| 2        | Березій Ігор Володимирович   | 01.11.2010            | середня            | позапартійний          | підприємець                                          |
| 3        | Юзимчук Василь Ігорович      | 01.11.2010            | середня            | позапартійний          | підприємець                                          |
| 4        | Мацковський Володимир Якович | 01.11.2010            | середня            | позапартійний          | Башуківська загальноосвітня школа, директор школи    |
| 5        | Папроцький Петро Петрович    | 01.11.2010            | вища               | позапартійний          | ТзОВ"розтоцьке, агрономи                             |
| 6        | Минько Іван Тимофійович      | 01.11.2010            | середня            | позапартійний          | тимчасово не працює                                  |
| 7        | Горохосій Михайло Сергійович | 01.11.2010            | середня            | позапартійний          | тимчасово не працює                                  |
| 8        | Березій Микола Васильович    | 01.11.2010            | середня            | позапартійний          | тимчасово не працює                                  |
| 9        | Дець Віталій Михайлович      | 01.11.2010            | середня            | позапартійний          | тимчасово не працює                                  |
| 10       | Близнюк Валентина Василівна  | 01.11.2010            | середня спеціальна | позапартійна           | Башуківська с/рада, секретар с/пади                  |
| 11       | Юрик Степан Васильович       | 01.11.2010            | середня            | позапартійний          | тимчасово не працює                                  |
| 12       | Мацковський Степан Петрович  | 01.11.2010            | середня            | позапартійний          | підприємець                                          |
| 13       | Миськів Тетяна Іванівна      | 01.11.2010            | вища               | позапартійна           | Башуківська с\рада, бухгалтер                        |
| 14       | Заверюха Іван Володимирович  | 01.11.2010            | вища               | позапартійний          | Н.Олексинецька загальноосвітня школа, директор школи |
| 15       | Юрчик Людмила Миколаївна     | 01.11.2010            | середня спеціальна | позапартійна           | Башуківська с/рада, землевпорядник                   |
| 16       | Мазур Марія Макарівна        | 01.11.2010            | вища               | позапартійна           | тимчасово не працює                                  |